# Toshiba T 100
Toshiba T 100 (T 100) је био професионални рачунар фирме Toshiba који је почео да се производи у Јапану од 1982. године.
Користио је Zilog Z80 A као микропроцесор. РАМ меморија рачунара је имала капацитет од 64 kb (до 96 kb). 
Као оперативни систем кориштен је CP/M.

## Детаљни подаци
Детаљнији подаци о рачунару T 100 су дати у табели испод.
|                       |                                                                                                |
| [ 1 ]                 |                                                                                                |
| Произвођач            |                                                                                                |
| Тип                   | професионални рачунар                                                                          |
| Меморија              | 64 (до 96 )                                                                                    |
| Поријекло             | Јапан                                                                                          |
| Година                | 1982                                                                                           |
| Тастатура             | Тастатура са пуним помаком тастера, са одвојеном нумеричком тастатуром и функцијским тастерима |
| Процесор              |                                                                                                |
| Фреквенција процесора | 4                                                                                              |
| RAM                   | 64 (до 96 )                                                                                    |
| ROM                   | 32 (све до 64 )                                                                                |
| Текст                 | 80 x 24                                                                                        |
| Графика               | 640 x 200                                                                                      |
| Боја                  | 4                                                                                              |
| Звук                  | непознато                                                                                      |
| Димензије             | 34,8 x 26 x 7,1                                                                                |
| Портови               |                                                                                                |
| Оперативни систем     |                                                                                                |